# Highland, Ohio
Highland là một làng thuộc quận Highland, tiểu bang Ohio, Hoa Kỳ. Năm 2010, dân số của làng này là 254 người.

## Dân số
- Dân số năm 2000: 283 người.
- Dân số năm 2010: 254 người.